# Llista d'estats sobirans del 1948

## Estats sobirans

### A
- Afganistan – Regne de l'Afganistan
- Albània – República Popular d'Albània
- Andorra – Principat d'Andorra
- Aràbia Saudita – Regne de l'Aràbia Saudita
- Argentina – República de l'Argentina
- Austràlia – Commonwealth d'Austràlia

### B
- Bèlgica – Regne de Bèlgica
- Birmània – Unió de Birmània (des del 4 de gener)
- Bolívia – República de Bolívia
- Brasil – República dels Estats Units del Brasil
- Bulgària – República Popular de Bulgària

### C
- Canadà – Domini del Canadà
- Ceilan (des del 4 de febrer)[1]
- Colòmbia – República de Colòmbia
- Corea del Nord – República Democràtica Popular de Corea (des del 5 de setembre)[2]
- Corea del Sud – República de Corea (des del 15 d'agost)
- Costa Rica – República de Costa Rica
- Cuba – República de Cuba

### D
- Dinamarca – Regne de Dinamarca
- República Dominicana

### E
- Egipte – Regne d'Egipte
- Equador – República de l'Equador
- Espanya – Estat espanyol
- Estats Units – Estats Units d'Amèrica
- Etiòpia – Imperi d'Etiòpia

### F
- Filipines – República de les Filipines
- Finlàndia – República de Finlàndia
- França – República Francesa[3]

### G
- Grècia – Regne de Grècia
- Guatemala – República de Guatemala

### H
- Haití – República d'Haití
- Hondures – República d'Hondures
- Hongria – República d'Hongria

### I
- Iemen – Regne Mutawakkilita del Iemen
- Índia – Domini de l'Índia[4]
- Indonèsia – República d'Indonèsia
- Iran – Regne de l'Iran
- Iraq – Regne de l'Iraq
- Irlanda – Irlanda (fins al 18 d'abril)
  -  Irlanda – República d'Irlanda (des del 18 d'abril)
- Islàndia – República d'Islàndia[5]
- Israel – Estat d'Israel (des del 14 de maig)[6][7]
- Itàlia – República Italiana
- Iugoslàvia – República Popular Federal de Iugoslàvia

### L
- Líban – República Libanesa
- Libèria – República de Libèria
- Liechtenstein – Principat de Liechtenstein
- Luxemburg – Gran Ducat de Luxemburg

### M
- Mèxic – Estats Units Mexicans
- Mònaco – Principat de Mònaco
- Mongòlia – República Popular de Mongòlia[8]

### N
- Nepal – Regne del Nepal[9]
- Nicaragua – República de Nicaragua
- Noruega – Regne de Noruega
- Nova Zelanda - Domini de Nova Zelanda

### P
- Països Baixos – Regne dels Països Baixos
- Pakistan – Domini del Pakistan[4]
- Panamà – República del Panamà
- Paraguai – República del Paraguai
- Perú – República Peruana
- Polònia – República de Polònia
- Portugal – República Portuguesa

### R
- Regne Unit – Regne Unit de la Gran Bretanya i Irlanda del Nord
- Romania – República Popular de Romania

### S
- El Salvador – República del Salvador
- San Marino – Sereníssima República de San Marino[10]
- Sikkim – Regne de Sikkim[9][11]
- Síria – República Siriana
- Sud-àfrica – Unió de Sud-àfrica
- Suècia – Regne de Suècia
- Suïssa – Confederació suïssa

### T
- Tailàndia – Regne de Tailàndia
- Transjordània – Regne Haiximita de Transjordània
- Trieste – Territori Lliure de Trieste[12][13]
- Turquia – República de Turquia
- Txecoslovàquia – República Txecoslovaca

### U
- Unió Soviètica – Unió de Repúbliques Socialistes Soviètiques[14]
- Uruguai – República Oriental de l'Uruguai

### V
- Ciutat del Vaticà – Estat de la Ciutat del Vaticà[15][16][17]
- Veneçuela – Estats Units de Veneçuela[18]
- Vietnam – República Democràtica del Vietnam[19]

### X
- Xile – República de Xile
- República de la Xina

## Estats que proclamen la sobirania
- Hyderabad – Estat de Hyderabad (fins al 12 de setembre)[20]
- Turquestan Oriental – República del Turquestan Oriental
- Tibet – Tibet